# Kloster Grevenbroich
Das Kloster Grevenbroich war ab Gründung 1297 eine Niederlassung der Wilhelmiten und ab 1628 der Zisterzienser in Grevenbroich (Rhein-Kreis Neuss).

## Geschichte

### Gründung und Entwicklung unter den Wilhelmiten
Gestiftet wurde das Kloster 1297 durch Walram, Graf von Kessel. Er und seine Frau Katharina riefen Brüder aus dem Kloster Paradies bei Düren und wiesen ihnen eine Hofstätte mit Kapelle zu, die zu Ehren Gottes, des hl. Georg und der hl. Katharina geweiht war. Die in mittelalterlichen Quellen zu findende Bezeichnung des Klosters als Katharinenkloster zeigt, dass der Heiligen eine besondere Verehrung galt. 1299 bestätigte der Kölner Erzbischof Wigbold die Schenkung und konsekrierte die Kapelle.
In den folgenden Jahrhunderten entwickelte sich das Kloster zur bedeutendsten Niederlassung des Ordens nördlich der Alpen. Auch die Grafen von Jülich, die 1305 die Nachfolge derer von Kessel antraten, zeigten sich dem Kloster durch mehrfache Schenkungen wohlgesinnt. 1329 wurde ein von ihnen gestifteter Altar zu Ehren des Evangelisten Johannes geweiht. 1329 wird zudem eine neu erbaute Kapelle neben der Klosterkirche erwähnt. 1574 mahnte Herzog Wilhelm den Prior an, Kirche, Speise- und Schlafsaal wegen Baufälligkeit abzubrechen und von Grund auf neu zu erbauen. Im folgenden Jahr wies er dem Konvent den gesamten Besitz des eingegangenen Klosters Königshoven zu. 

### Übergang an die Zisterzienser ab 1628
Wirtschaftliche Not zwang schließlich 1628 das Kloster, sich dem Zisterzienserorden unter dem Abt in Kloster Kamp anzuschließen, der fortan den Grevenbroicher Prior ernannte. 1728 wurde die zweischiffige, im Kern spätgotische Klosterkirche umgestaltet, wobei die beiden Schiffe ein barockes Tonnengewölbe erhielten.

### Nach der Säkularisation
1802 wurde das Kloster aufgehoben und in eine Baumwollspinnerei umfunktioniert. 1823 gelang es der röm.-kath. Kirchengemeinde, die ehemalige Klosterkirche zu erwerben. Die mehrfach umgebaute alte Pfarrkirche St. Peter und Paul, die bis 1628 das Patrozinium des hl. Cyriakus besessen hatte, war 1820 so baufällig, dass ihre sofortige Schließung angeordnet werden musste. Nach Erwerb der Klosterkirche wurde das Schiff der Pfarrkirche niedergelegt. Der Abriss des Turmes erfolgte erst 1967.

### Nutzung als Pfarrkirche
Die 1823 wiederhergestellte ehemalige Klosterkirche behielt ihre äußere Gestalt bis zum Ende des 19. Jahrhunderts, genügte dann aber letztlich der auf rund 2800 Seelen angewachsenen Pfarrgemeinde nicht mehr, sodass man sich zu einem Neubau nach Plänen des Kölner Diözesanbaumeisters Franz Statz entschloss, der 1899–1902 erfolgte. Dabei wurde in die neue neogotische Pfarrkirche der kreuzrippengewölbte Chor des 15. Jahrhunderts als nördliches, kapellenartiges Seitenschiff einbezogen, während der Rest der Klosterkirche sowie die südlich angrenzende kleine Kapelle den Abbruchmaßnahmen zum Opfer fielen.
Die Aufgabe der Krankenpflege des Wilhelmitenordens wurde zunächst im ehemaligen Kloster von dem St. Elisabeth Kreiskrankenhaus Grevenbroich fortgeführt, das später in einen Neubau verlegt wurde. Die an die Kirche angrenzenden Klostergebäude mit dem nach dem heiligen Zisterzienser Bernhard von Clairvaux benannten Bernardusturm, tatsächlich ursprünglich ein Teil der mittelalterlichen Stadtbefestigung, beherbergen heute die Katholische Bildungsstätte Bernardusheim.

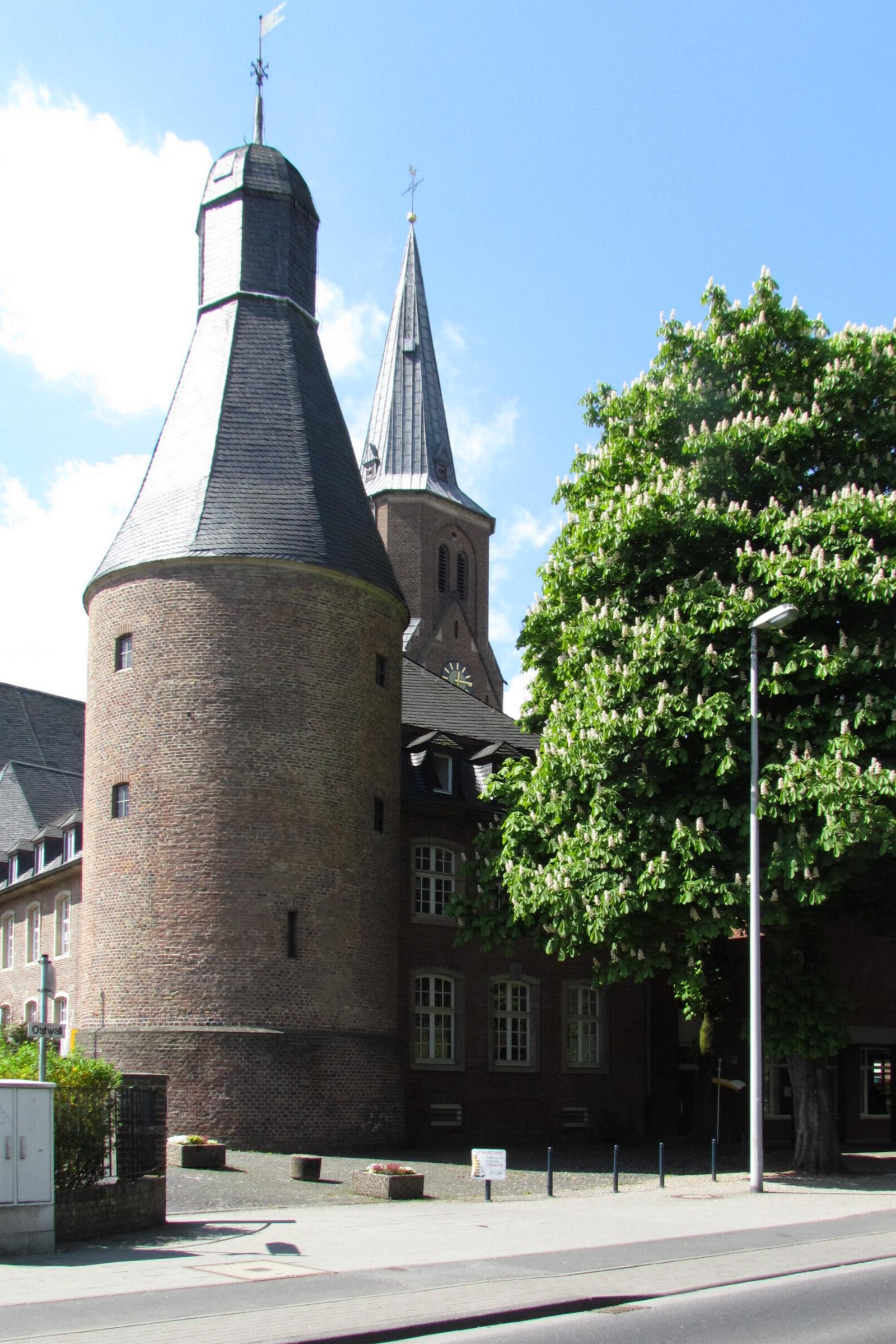
Bernardusturm
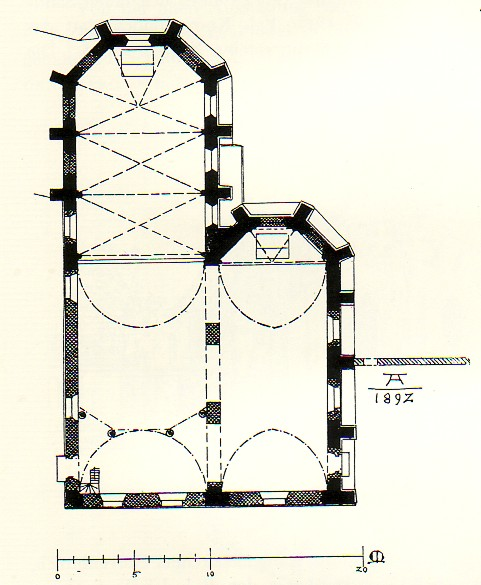
Grundriss der Klosterkirche
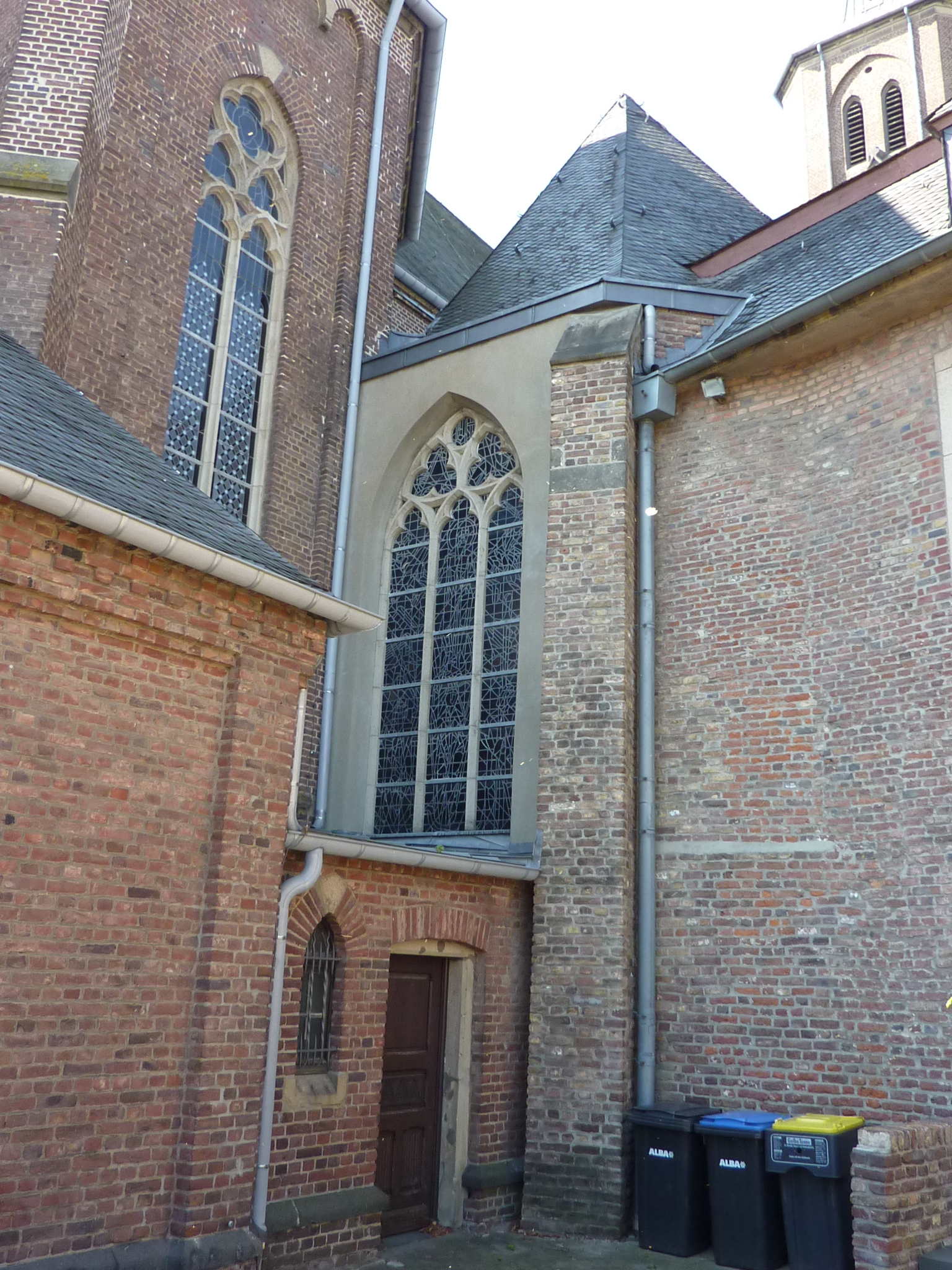
St. Peter und Paul, alter Chor der früheren Klosterkirche
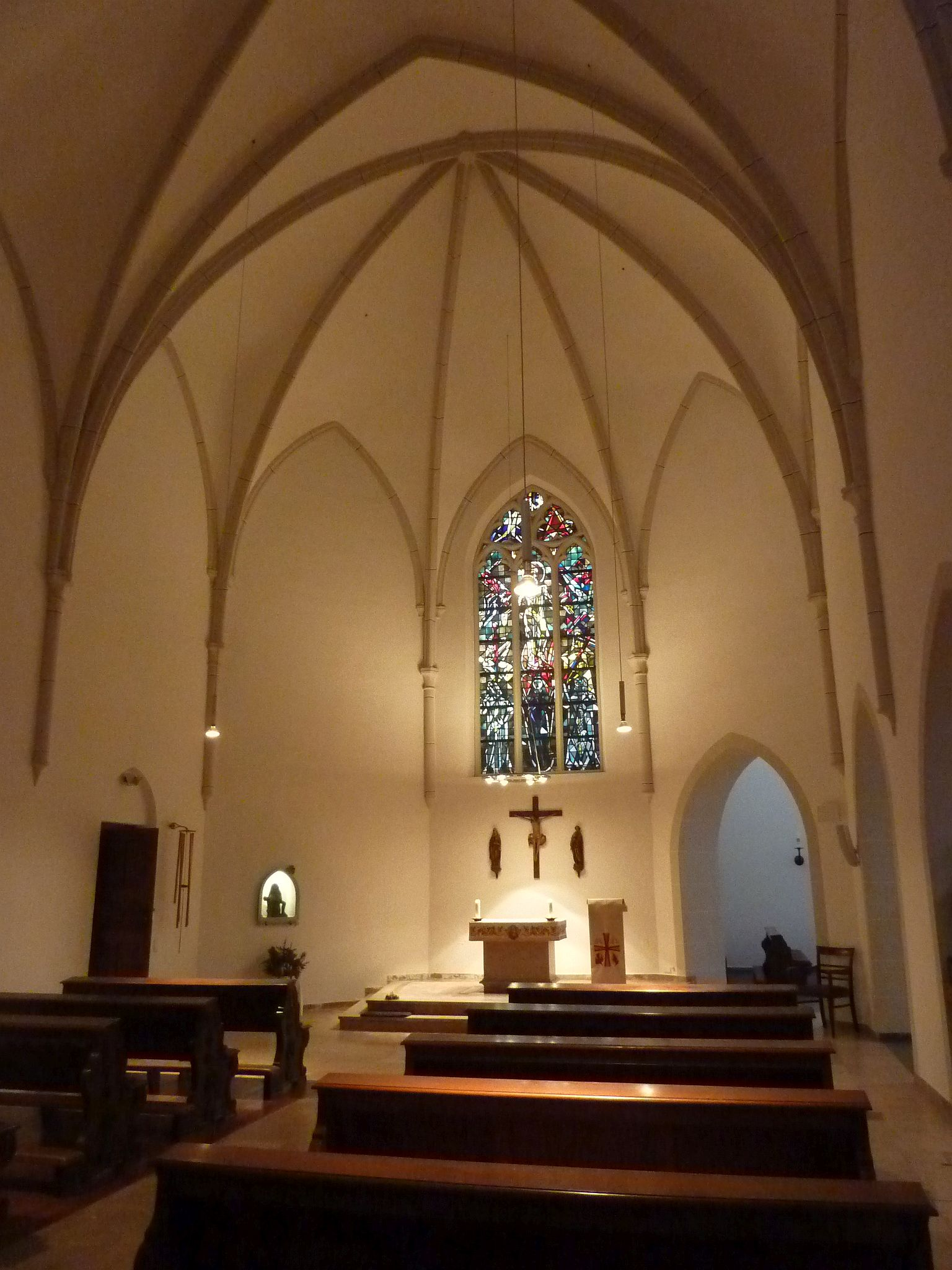
Blick in den alten Chor, heute Seitenkapelle von St. Peter und Paul